# Иджис (система ПРО)

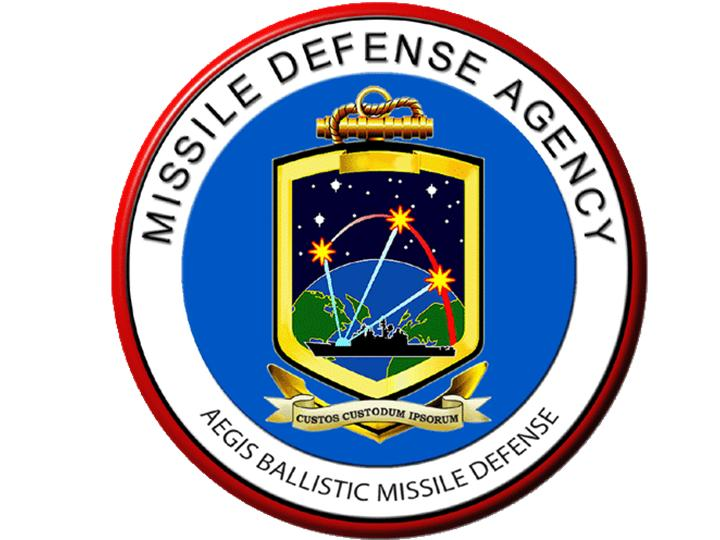
Девиз Custos Custodum Ipsorum; в переводе с латыни означает «Защита для защитников»

Система противоракетной обороны «Иджис» (от англ. Aegis — «эгида») — американская программа глобальной противоракетной обороны. Разработана Министерством обороны США. Предназначена для защиты от баллистических ракет малой и средней дальности. Является частью национальной системы противоракетной обороны США.

## Вооружение
Системы ПВО «Иджис» вооружены зенитными ракетами класса Standard. По состоянию на 2016 год, на вооружении стоят ракеты RIM-161 SM-3 (Standard Missile 3), способные поражать воздушные цели на заатмосферных высотах.
По сообщениям прессы, в разработке находятся модифицированные ракеты класса SM-3: SM-3 Block IIA и SM-3 Block IIB. Информация о характеристиках ракет в открытом доступе отсутствует, но известно, что одна из поставленных перед разработчиками задач — более уверенное поражение МБР.

## Размещение в Европе
Согласно планам США по созданию системы противоракетной обороны Европы (ЕвроПРО), противоракеты SM-3 Block IIA планировалось разместить в Европе в 2015 году, а SM-3 Block IIB — после 2020 года. Планы размещения ПРО в Европе вызвали протесты со стороны России, поскольку, по мнению российских военных специалистов, эти ракеты, размещенные на базах в Румынии, а также других странах бывшего соцлагеря,  либо на кораблях, могли бы успешно перехватывать российские баллистические ракеты.
В мае 2016 года в Девеселу, Румыния на боевое дежурство заступила система Aegis Ashore, управляющая 24 противоракетами Standard SM-3 BlockIB.. Весной 2024 года аналогичная система появилась и на Балтийском море — в польском городке Редзиково.

## Эксплуатация системы
Официально система «Иджис» находится в ведении ВМС США, но ряд высокопоставленных офицеров ВМС пытаются инициировать передачу ответственности на сухопутные войска. Соответственной генералы СВ США препятствуют этому.